# Minneapolis Miracle
Als Minneapolis Miracle (englisch für Wunder von Minneapolis), auch Minnesota Miracle, wird der letzte Spielzug des Divisional-Round-Playoff-Spiels der Saison 2017 in der US-amerikanischen American-Football-Liga NFL zwischen den Minnesota Vikings und den New Orleans Saints bezeichnet, wobei der Name oft auch für das gesamte Spiel verwendet wird. Das Spiel der National Football Conference fand am 14. Januar 2018 vor 66.612 Zuschauern im U.S. Bank Stadium in Minneapolis statt. Der Name Minneapolis Miracle wurde vom Sportkommentator Paul Allen geprägt, der das Spiel live im Radio kommentierte. Bei diesem Spielzug wurde erstmals in der Geschichte der NFL-Playoffs mit der letzten Aktion ein spielentscheidender Touchdown erzielt. Er erhielt unter anderem den NFL Play of the Year Award für den bemerkenswertesten Spielzug des Jahres.
Nachdem die Vikings zur Halbzeit noch mit 17:0 in Führung gelegen hatten, waren die Saints 25 Sekunden vor Ende der Partie mit 24:23 in Führung gegangen. Bei ihrem letzten Spielzug, bei dem noch zehn Sekunden auf der Uhr waren, standen die Vikings an der eigenen 39-Yard-Linie. In diesem warf Case Keenum, der Quarterback der Vikings, einen 27 Yards weiten Pass auf Wide Receiver Stefon Diggs. Dieser brachte den Ball nach einem Fehler eines Defense-Spielers der Saints bis in die Endzone und erzielte dadurch mit dem Ablauf der Spielzeit den entscheidenden Touchdown, durch den die Vikings mit 29:24 gewannen.
Schiedsrichter der Partie war Gene Steratore.

## Hintergrund

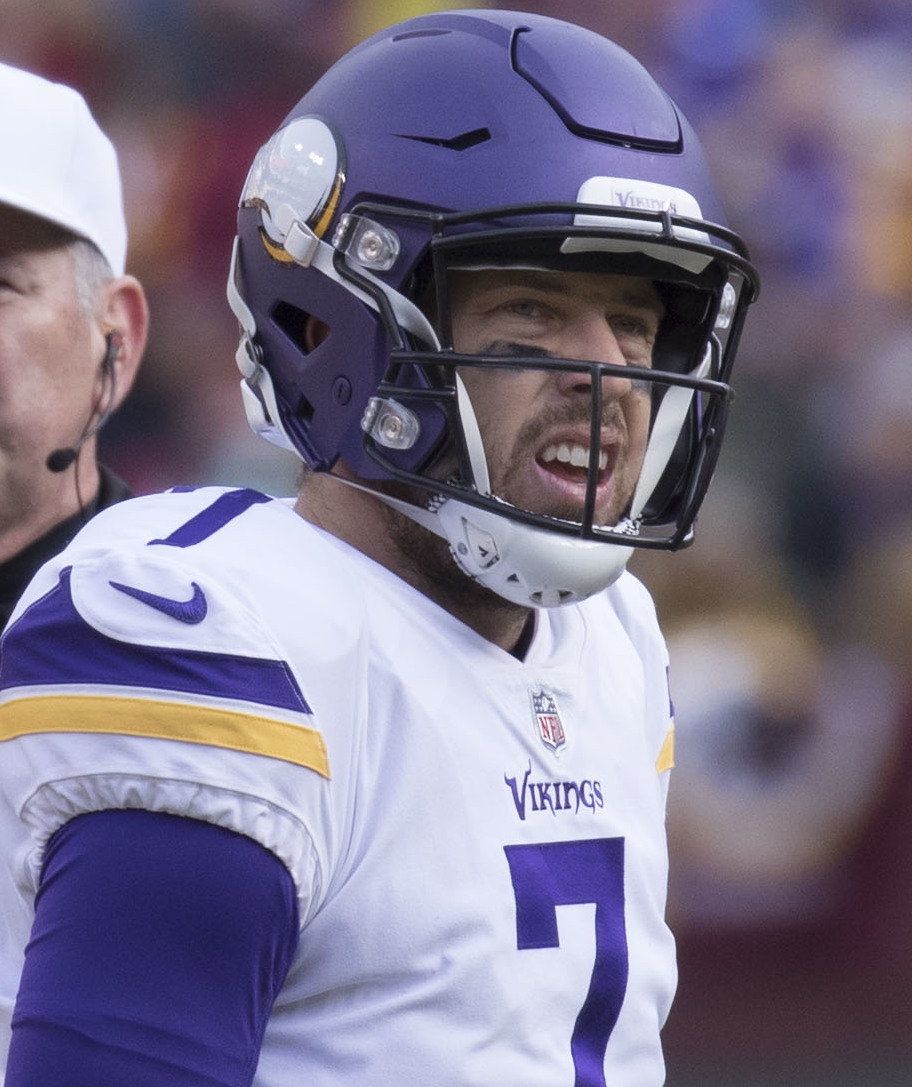
Case Keenum war 2017 Starting Quarterback der Minnesota Vikings

Beide Mannschaften hatten die Regular Season 2017 als Sieger der jeweiligen Division der National Football Conference abgeschlossen und waren somit souverän in die Playoffs eingezogen.

Drew Brees war bereits seit 2006 Quarterback der New Orleans Saints

Die Minnesota Vikings konnten eine Bilanz von 13 Siegen und drei Niederlagen in der NFC North aufweisen und waren damit hinter den Philadelphia Eagles zweitbestes Team der National Football Conference; dadurch hatten sie in der Wild Card Round der Playoffs spielfrei. Einer der herausragendsten Spieler der Saison war der Neuzugang Case Keenum, der ab der zweiten Woche als Starting Quarterback die Offense anführte und die Stammspieler Teddy Bridgewater und Sam Bradford auf dieser Position verdrängte, die verletzungsbedingt ausfielen. Durch seine guten Leistungen blieb er auch nach der Genesung der ursprünglich vor ihm stehenden Quarterbacks Starter für Minnesota und war einer der besten Passgeber der Saison. Die Defense der Vikings mit Defensive End Everson Griffen und Cornerback Xavier Rhodes hatte in der Regular Season die wenigsten Yards Raumgewinn zugelassen. Zusammen mit Wide Receiver Adam Thielen aus der Offense, standen beide Spieler aufgrund ihrer guten Leistungen im Aufgebot des Pro Bowl 2018 (das All-Star-Game der NFL), das zwei Wochen nach dem Spiel von Minnesota gegen New Orleans stattfand; vier weitere Spieler waren zudem als Ersatzspieler für den Pro Bowl nominiert.
Die New Orleans Saints waren mit einer Bilanz von 11:5 als Sieger der NFC South als viertbestes Team in der National Football Conference in die Playoffs eingezogen, wo sie zunächst in der Wild Card Round in einem Heimspiel gegen die Carolina Panthers antreten mussten, die als fünftbestes Team über die Wild Cards qualifiziert waren und die von den Saints in beiden Spielen der Saison geschlagen wurden. Die Saints konnten die Begegnung mit 31:26 für sich entscheiden. Zu den wichtigen Spielern von New Orleans zählte unter anderem der zehnmalige Pro-Bowl-Teilnehmer Drew Brees auf der Position des Quarterbacks, mit dem die Saints in der Saison 2009 den Super Bowl XLIV – in dem Brees zum Super Bowl MVP gewählt wurde – gewannen und der 2017 eine seiner besten Saisons spielte. Weiterhin ist der Rookie Alvin Kamara auf der Position des Runningbacks hervorzuheben, der unter anderem zum NFL Rookie of the Year gewählt wurde. Darüber hinaus waren fünf weitere Spieler der Saints für den Pro Bowl nominiert, wo das spätere Team der NFC auch vom Head Coach der Saints, Sean Payton, betreut wurde.
Beide Teams waren in Minneapolis bereits in der ersten Woche der Regular Season aufeinandergetroffen. Die Partie endete mit einem 29:19-Sieg für die Vikings. Vor der Begegnung in den Playoffs galten die Vikings als Favorit, die in dieser Saison insbesondere bei Heimspielen besonders stark gewesen waren.

## Startaufstellung
Folgende Spieler standen in den Startaufstellungen der beiden Teams:
| Offense              | Offense                   | Offense         |                   | Defense                              | Defense         | Defense |
| New Orleans          | Position                  | Minnesota       | New Orleans       | Position                             | Minnesota       |         |
| -------------------- | ------------------------- | --------------- | ----------------- | ------------------------------------ | --------------- | ------- |
| Ted Ginn Jr.         | Wide Receiver             | Adam Thielen    | George Johnson    | Left Defensive End                   | Danielle Hunter |         |
| Terron Armstead      | Left Tackle               | Riley Reiff     | Sheldon Rankins   | Left Defensive Tackle                | Tom Johnson     |         |
| Senio Kelemete       | Left Guard                | Mike Remmers    | Tyeler Davison    | Right Defensive Tackle / Nose Tackle | Linval Joseph   |         |
| Max Unger            | Center                    | Pat Elflein     | Cameron Jordan    | Right Defensive End                  | Everson Griffen |         |
| Larry Warford        | Right Guard               | Joe Berger      | Craig Robertson   | Weakside Linebacker / Cornerback     | Terence Newman  |         |
| Ryan Ramczyk         | Right Tackle              | Rashod Hill     | Manti Teʻo        | Middle Linebacker                    | Eric Kendricks  |         |
| Michael Hoomanawanui | Tight End                 | Kyle Rudolph    | Jonathan Freeny   | Strongside Linebacker                | Anthony Barr    |         |
| Michael Thomas       | Wide Receiver             | Stefon Diggs    | Ken Crawley       | Left Cornerback                      | Trae Waynes     |         |
| Drew Brees           | Quarterback               | Case Keenum     | Marshon Lattimore | Right Cornerback                     | Xavier Rhodes   |         |
| Mark Ingram          | Runningback               | Latavius Murray | Vonn Bell         | Strong Safety                        | Andrew Sendejo  |         |
| Austin Carr          | Wide Receiver / Tight End | David Morgan    | Marcus Williams   | Free Safety                          | Harrison Smith  |         |

| Abkürzungen der Spieler-Positionen im American Football | Abkürzungen der Spieler-Positionen im American Football |
| ------------------------------------------------------- | --- |
| Offense                                                 | QB – Quarterback \| RB – Runningback \| FB – Fullback \| TE – Tight End \| E/WR – Wide Receiver \| T – Tackle \| G – Guard \| C – Center |
| Defense                                                 | DT – Defensive Tackle \| DE – Defensive End \| NT – Nose Tackle \| LB – Linebacker \| ILB – Inside Linebacker \| MLB – Middle Linebacker \| OLB – Outside Linebacker \| CB – Cornerback \| NB – Nickelback \| FS – Free Safety \| SS – Strong Safety |
| Special Teams                                           | K – Kicker \| P – Punter \| KS – Kicking Specialist \| KOS – Kickoff Specialist \| LS – Long Snapper \| RS – Return Specialist \| KOR/KR – Kick Returner \| PR – Punt Returner \| PP – Punt Protector                                                |

## Spielzusammenfassung

### Erste Hälfte
In den ersten drei Spielzügen (dem ersten Drive) erzielten die Saints keine zehn Yards Raumgewinn, also kein neues First Down. Daher mussten sie früh punten und gaben das Angriffsrecht ab. Die Vikings erzielten dann in ihrem ersten Drive nach einem 14-Yard-Lauf von Jerick McKinnon einen Touchdown und gingen nach einem erfolgreichen Extrapunkt mit 7:0 in Führung. Auch im zweiten Drive gelang der Offense der Saints kein Punktgewinn und nach einem weiteren Punt erhöhten die Vikings durch ein Field Goal von Kai Forbath aus 20 Yards Entfernung auf 10:0. Die nächsten beiden Angriffsserien endeten jeweils mit einem Punt. Im darauffolgenden Angriff der Saints warf Quarterback Drew Brees im ersten Spielzug einen weiten Pass auf Ted Ginn Jr., der von Minnesotas Safety Andrew Sendejo abgefangen wurde (Interception). Mit ihrem nächsten Ballbesitz bauten die Vikings ihre Führung nach einem Touchdown durch Latavius Murray, der den Ball aus einem Yard Entfernung in die Endzone brachte, auf 17:0 aus. Nach einer weiteren Interception der Saints vergaben beide Seiten je einen Field-Goal-Versuch, so dass es beim 17:0 zum Pausenstand blieb.

### Zweite Hälfte
Nach der Halbzeitpause gelang den Saints im dritten Quarter, nachdem sie die Offense der Vikings an der eigenen 40-Yard-Linie gestoppt hatten, ihr erster Punktgewinn mit einem 14-Yard-Pass auf Michael Thomas in die Endzone und einem erfolgreichen Point after Touchdown (17:7). Danach wurde ein Wurf von Case Keenum abgefangen, woraufhin die Saints mit einem weiteren Touchdown (3-Yard-Pass auf Michael Thomas) auf 17:14 verkürzten. Mit einem Field Goal aus 49 Yards konnten die Vikings ihren Vorsprung wieder erhöhen (20:14). Nach jeweils einem erfolglosen Drive beider Teams gingen die Saints mit ihrem dritten Touchdown durch einen Pass über 14 Yards auf Runningback Alvin Kamara erstmals in Führung (20:21). Mit noch einer Minute und 29 Sekunden auf der Uhr holten sich die Vikings durch ein Field Goal aus 53 Yards die Führung wieder zurück, womit es 23:21 stand. Die Saints erzielten 25 Sekunden vor Schluss, nachdem sie einen erfolgreichen vierten Versuch ausgespielt hatten, ebenfalls ein Field Goal und stellten somit ihrerseits die Führung wieder her (23:24).

### Der entscheidende Spielzug

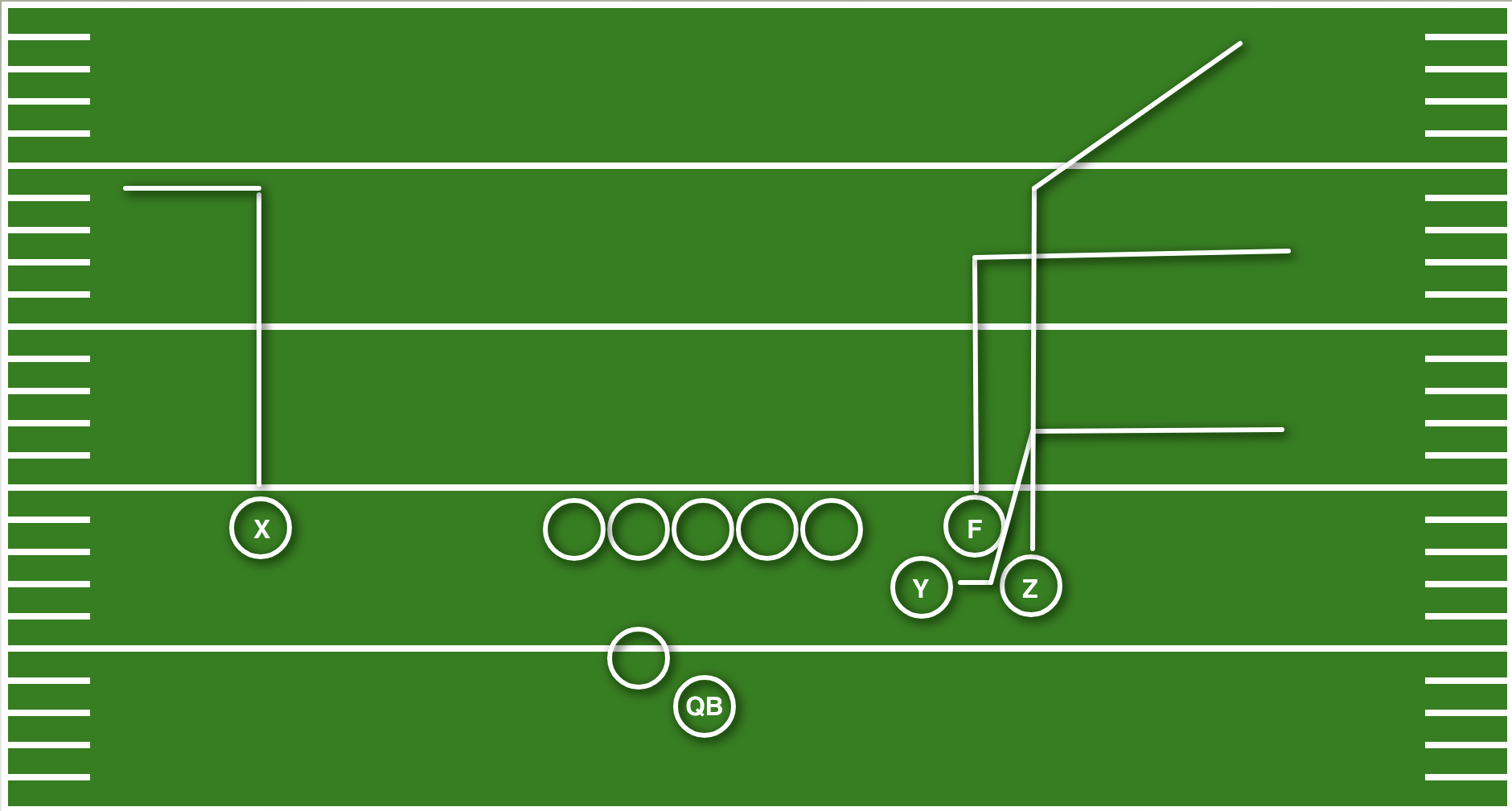
Schematische Darstellung des Spielzuges „Buffalo Right, Seven Heaven“. Der mit „Z“ beschriftete Receiver ist Stefon Diggs.

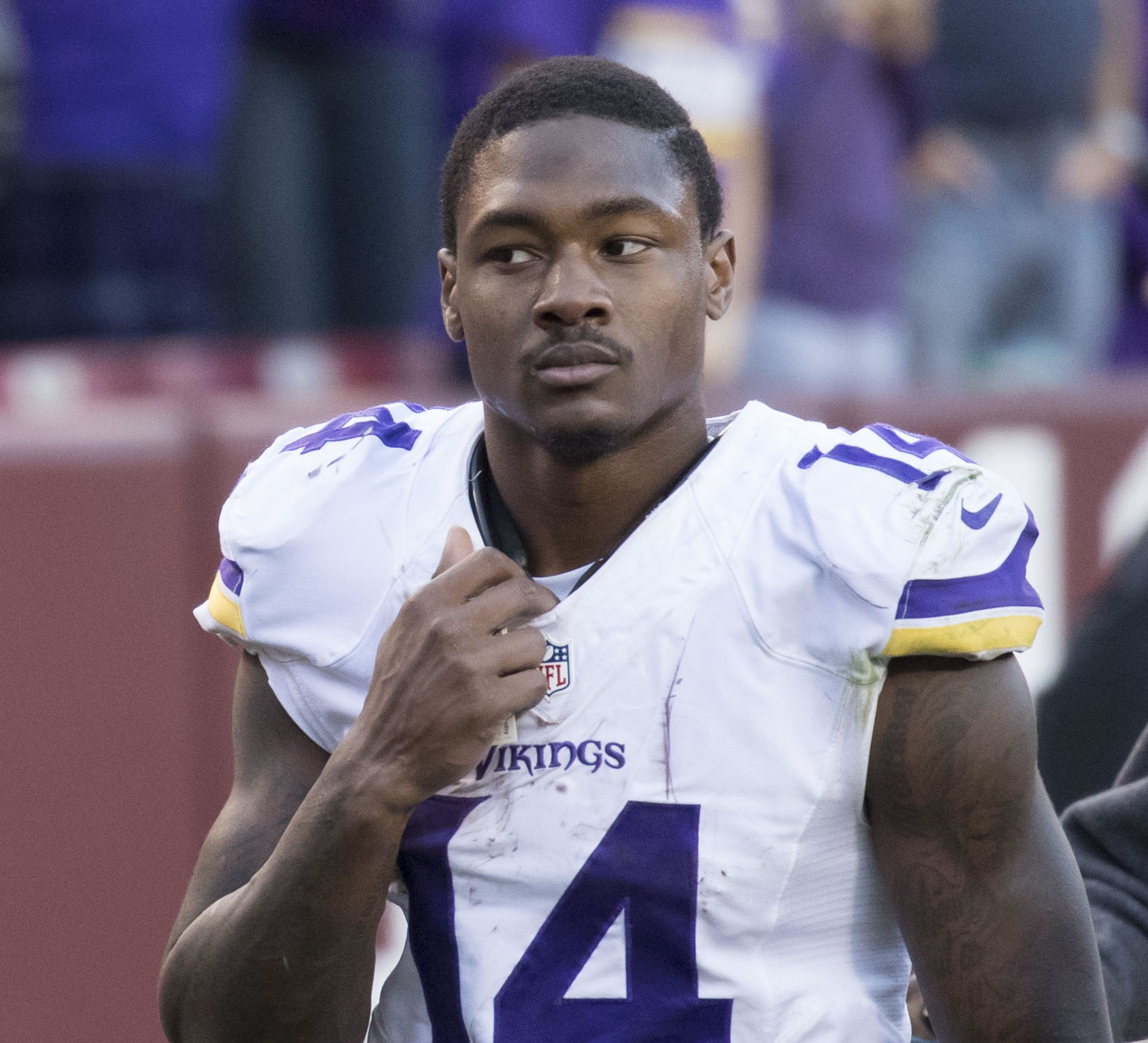
Stefon Diggs erzielte den spielentscheidenden Touchdown

Um mindestens noch ein Field Goal zu erzielen, blieben den Vikings nach dem Kickoff der Saints – bei einer verbliebenen Auszeit – 25 Sekunden Spielzeit bei 75 Yards Entfernung von der gegnerischen Endzone. Nach einer 5-Yard-Strafe wegen eines False Starts der Offense, einem Pass für 19 Yards und zwei unvollständigen Pässen standen die Vikings ohne weitere Auszeit außerhalb der Field-Goal-Reichweite an der eigenen 39-Yard-Linie, 61 Yards von der gegnerischen Endzone entfernt.
Die Vikings starteten einen Spielzug mit dem Namen „Buffalo Right, Seven Heaven“. Buffalo Right bedeutet, dass sich drei Receiver auf der rechten Seite bündeln, um die Deckung der Verteidigung durcheinander zu bringen, wobei Buffalo als Code für Bunch Formation (deutsch etwa Bündelbildung) steht. Seven steht für die Laufroute der Receiver in Richtung Seitenauslinie. Ziel des Spielzuges war, den Ball an der Seitenauslinie zu fangen und durch das Verlassen des Spielfeldes die Uhr anzuhalten. Dadurch sollte zumindest die Chance zu einem sehr langen Field Goal gewahrt werden und somit ein Sieg weiterhin möglich sein.
Die Zonenverteidigung der Saints konzentrierte sich dementsprechend insbesondere auf die Außenlinien, um das Anhalten der Uhr zu verhindern. Die verbliebene Zeit war deutlich zu gering, als dass die Vikings schnell genug ohne Stoppen der Uhr das Field-Goal-Team auf das Feld hätten bringen können.
Tatsächlich gelang es dem Wide Receiver von Minnesota Stefon Diggs an der rechten Seitenauslinie den Pass von Keenum an der gegnerischen 34-Yard-Linie zu fangen. Bevor dieser die Seitenauslinie überschreiten konnte, um die Uhr anzuhalten, versuchte Marcus Williams, Safety der Saints, Diggs zu tacklen. Bei einem erfolgreichen Tackle wäre die Zeit heruntergelaufen, ohne dass die Vikings noch eine Chance auf ein Field Goal bekommen hätten. Williams verfehlte Diggs allerdings, brachte zugleich unbeabsichtigt den eigenen Cornerback Ken Crawley zu Fall und nahm diesem somit die Chance, Diggs noch zu stoppen. Diggs konnte somit unbedrängt zu einem Touchdown in die gegnerische Endzone laufen, die er mit dem Auslaufen der Uhr erreichte. Dies sicherte den Vikings den Sieg mit einem Endergebnis von 29:24.
Auch wenn der Touchdown das Spiel entschieden hatte, war den Regeln zufolge zwingend noch die Ausführung des Point after Touchdown notwendig. Da fast alle Spieler der Saints das Feld verlassen hatten und die Vikings den Sieg feierten, entstand eine längere Pause, bis beide Teams die Aufstellung für eine Two-Point Conversion eingenommen hatten. Die Vikings verzichteten aber mit dem Spielzug Quarterback Kneel auf weitere Punkte.

## Rezeption
Bekannt wurde insbesondere der Livekommentar von Radiomoderator Paul Allen, der das Spiel zusammen mit seinem Kollegen Pete Bercich (ehemaliger Spieler und Trainer der Vikings) im lokalen Radiosender von Minnesota KFAN Sports Radio (KFXN-FM) kommentierte und der den Begriff des Minneapolis Miracle prägte. Allen ist seit fast zwanzig Jahren Kommentator bei der Flagship Station der Minnesota Vikings, die unter anderem auch die Spiele des College-Football-Teams der Minnesota Golden Gophers und der Eishockeymannschaft Minnesota Wild in der Metropolregion Minneapolis–Saint Paul überträgt. Der Kommentar der spielentscheidenden Phase im Einzelnen:
Allen:
“Vikings at their own 39, it’s third down. Three receivers right, Thielen left, Marshon Lattimore 12 yards from Adam… Case on the deep drop, steps up in the pocket, he’ll fire to the right SIDE, CAUGHT BY DIGGS!”
„Vikings an der eigenen 39-Yard-Linie, dritter Versuch. Drei Receiver rechts, Thielen links, Marshon Lattimore 12 Yards entfernt von Adam… Case lässt sich zurückfallen, geht in der Pocket nach vorne, er wird nach rechts werfen, gefangen von Diggs!“
Bercich:
“STAY INBOUNDS! OH MY GOD! NO WAY!”
„Bleib im Feld! Oh Gott! Nie im Leben!“
Allen:
“Oh, he got loose! At the thirty! Ten! TOUCHDOWN!”
„Er hat sich gelöst! An der 30-Yard-Linie! Zehn-Yard-Linie! Touchdown!“
Bercich:
“OOOOOOOH! WHAT A MIRACLE FINISH! NO WAY!”
„Oooooooh! Was für ein Wunder, dieses Ende! Nie im Leben!“
Allen:
“Are you kidding me?! It’s a Minneapolis Miracle! Stefon Diggs! And the Minnesota Vikings have walked off on the New Orleans Saints! It’s a 61-yard Minneapolis Miracle!”
„Macht ihr Witze?! Es ist ein Wunder von Minneapolis! Stefon Diggs! Die Minnesota Vikings schlagen die New Orleans Saints! Es ist ein 61-Yard-Wunder von Minneapolis!“
Allens Kommentar verbreitete sich schnell übers Internet und wurde unter anderem auf dem YouTube-Sportkanal Highlight Heaven seither millionenfach abgerufen. Allens Ausspruch vom Minneapolis Miracle entwickelte sich in der Folgezeit nicht nur zum Inbegriff des entscheidenden Spielzugs, sondern wird seitdem synonym für das gesamte Spiel verwendet.
Das Missgeschick des Rookies Williams, der im dritten Quarter noch mit einer Interception wesentlich zur Aufholjagd der Saints beigetragen hatte, wurde von einigen Experten als einer der größten Fehler in der Geschichte der NFL-Playoffs bezeichnet. Zudem wurden andere Kritikpunkte an der Verteidigung beim letzten Spielzug genannt. Bemängelt wurde unter anderem, dass die Saints zwei Linebacker kurz hinter der Line of Scrimmage aufgestellt hatten, da die Vikings diese Zone bei der knappen verbleibenden Zeit gar nicht sinnvoll hätten nutzen können. Ein weiterer Nachteil war der Einsatz von vier Spielern im Pass Rush, womit New Orleans aggressiv auf einen Sack des Quarterbacks setzte, wobei diese Aggressivität an dieser Stelle unangebracht war, da Minnesota, nicht etwa New Orleans, unter Druck stand. Mit der üblichen Anzahl von drei Spielern bei dieser Abwehrstrategie wäre ein weiterer Verteidiger frei verfügbar gewesen, der die Arbeit der Safeties hätte unterstützen sollen. Mit entsprechenden Anpassungen in der Verteidigung wäre die 1-gegen-1-Situation, bei der der folgenschwere Fehler von Williams unterlief, gar nicht erst entstanden.
Am 3. Februar 2018 erhielt der Spielzug, durch den erstmals in den Play-offs der National Football League ein spielentscheidender Touchdown bei auslaufender Zeit erzielt wurde, bei den NFL Honors 2018 den Preis NFL Play of the Year Award (dt.: Preis für den NFL-Spielzug des Jahres).

## Schiedsrichter
Hauptschiedsrichter des Spiels war Gene Steratore. Er wurde unterstützt vom Umpire Roy Ellison, Down Judge Tom Symonette, Line Judge Mark Steinkerchner, Field Judge Scott Novak, Back Judge Greg Meyer und dem Side Judge Boris Cheek.

## Folgen
Durch den Sieg gegen die Saints wahrten die Vikings die Chance, als erstes Team in einem Super Bowl im eigenen Stadion zu spielen. Im NFC Championship Game unterlag Minnesota jedoch deutlich den Philadelphia Eagles mit 7:38, die im Super Bowl LII mit einem 41:33 gegen die New England Patriots erstmals den Super Bowl gewannen.
Zudem führte das Ende des Spiels zu einer geringfügigen Regeländerung in der NFL, nach der der Point after Touchdown nach einem spielentscheidenden Touchdown bei abgelaufener Zeit abgeschafft wurde.